# رابرت سیسک
رابرت سیسک (انگلیسی: Robert Sisk؛ ‏ ۲۰ مارس ۱۹۰۳ – ۲۵ فوریهٔ ۱۹۶۴) تهیه‌کننده فیلم اهل ایالات متحده آمریکا بود.
از فیلم‌هایی که وی در آن‌ها نقش داشته‌است، می‌توان به زنان کوچک، سه تفنگدار، خیش و ستارگان، شجاعت لسی، تپه‌های وطن، چالشی برای لسی و تنش اشاره نمود.